# Giulio Domenico Assereto

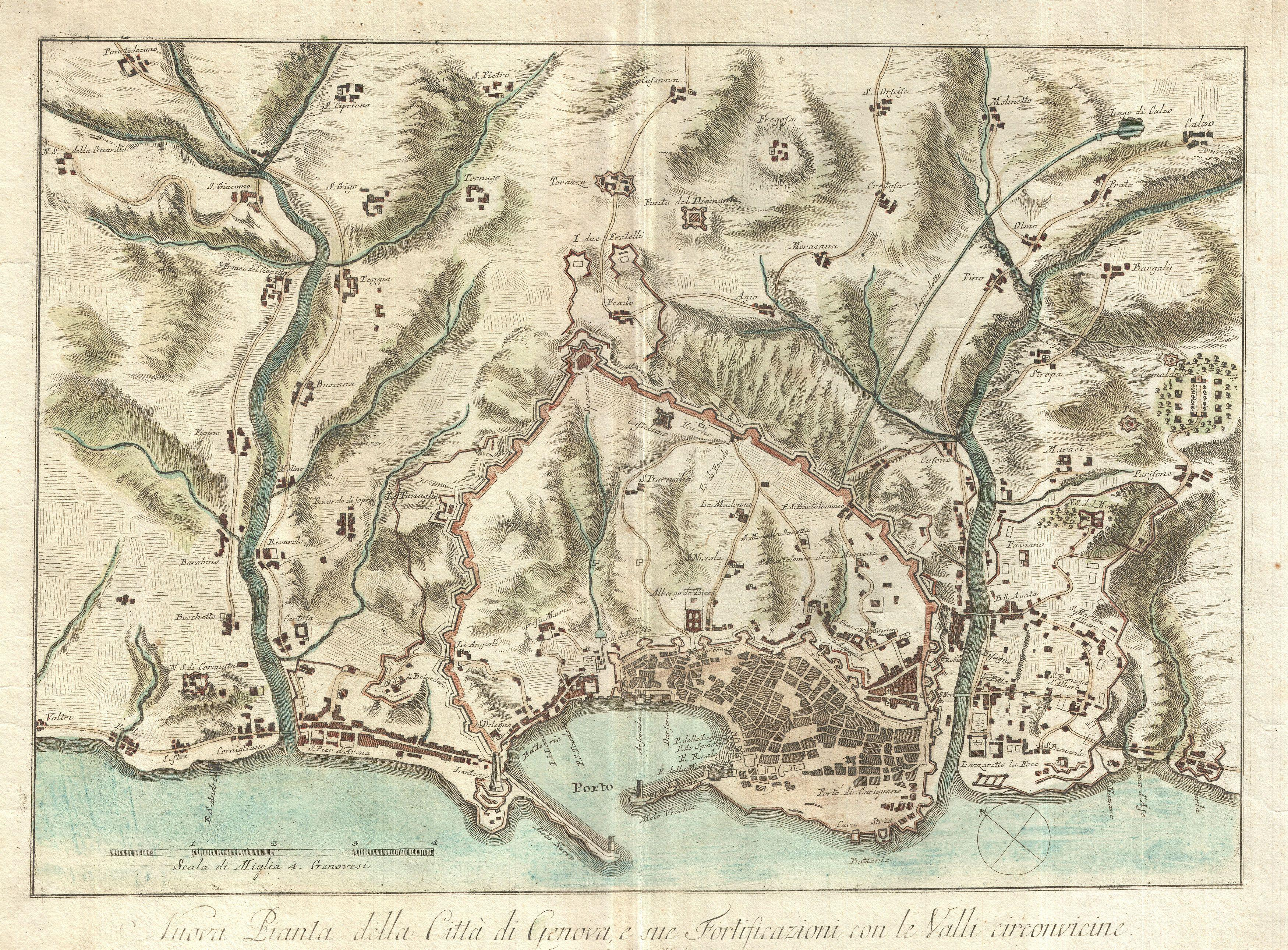
Plan des fortifications de Gênes en 1800

Giulio Domenico Assereto (Jules-Dominique, marquis d'Assereto), militaire français et autrichien d'origine génoise, né à Gênes le 9 avril 1753 ou 1759, d'une famille noble originaire de Rapallo. En 1797, bien que marquis, il se présente comme partisan des idées révolutionnaires et se met au service de la France républicaine. 
Il sert dans l'armée d'Italie où il obtient le grade de général de brigade en 1799 sous le commandement du général Masséna. Un peu avant le siège de Gênes par les Autrichiens, il est soupçonné d'espionnage au profit de l'Autriche. Selon un récit contemporain, sa trahison est découverte par une Italienne, la « citoyenne » Pénalis Leroux, épouse d'un employé de la trésorerie de l'armée française, qui, se rendant à Milan pour affaires de famille, aperçoit l'aide de camp du général Assereto en uniforme autrichien au milieu des troupes du feld-maréchal Melas. La citoyenne Leroux, arrêtée par les Autrichiens, s'évade et se rend auprès du général Masséna pour dénoncer la trahison d'Assereto. Celui-ci est arrêté à Savone le 21 mars 1800, mais s'évade et passe au service des Habsbourg. 
Il obtient le grade de Generalmajor dans l'armée autrichienne (de) avant de réintégrer l'armée française sous la Restauration, le 30 décembre 1814, avec le grade de maréchal de camp. 
Par la suite, il demande le paiement de ses arriérés de solde de général français pour les années 1799-1800, mais sa demande est rejetée par le Conseil d’État le 31 mars 1819 au motif « qu'aux termes des règlements la solde n'est point due aux militaires absents de leur poste sans autorisation, et, à plus forte raison, aux militaires traduits devant les conseils de guerre qui se mettent en état de contumace ». Il meurt à Savone le 29 août 1824.